# Иси бен Иеуда
Иси бен Иеуда (ивр. איסי בן יהודה‎; II в. н. э.) — танна пятого поколения. Встречается в Вавилонском талмуде также под именем Йосеф а-Бавли, а в Иерусалимском талмуде под именем рабби Йосеф Катнута (Иси — один из вариантов уменьшительного имени Йосеф на арамейском языке).

## Биография
Родился в Персии, но бежал от преследований, изменив своё имя на Иси бен Гамлиэль и обосновался в Земле Израиля. Учился у учеников рабби Акивы.

## Вклад в Талмуд
У Иси бен Иеуда нет авторства в Мишне, но высказывания от его имени появляются в Барайте и в Талмуде.